# Adolphe Alexandre Martin
Adolphe Alexandre Martin, talvolta scritto anche come Adolphe-Alexandre Martin (Parigi, 27 settembre 1824 – Caen, 3 maggio 1896) è stato un fotografo e inventore francese, pioniere in campo fotografico ed inventore del ferrotipo nel 1853.

## Biografia
Docente di fisica e chimica al Collège Sainte-Barbe di Parigi, Martin divenne membro del comitato della Royal Photographic Society, in quanto seguiva a livello amatoriale la fotografia fin da giovane. Martin condusse vari esperimenti in laboratorio intorno alla luce in veste di studente del fisico Léon Foucault. Foucault fu al centro dell'attenzione mondiale quando dimostrò come la Terra ruotasse attorno al proprio asse, attraverso la sospensione di un pendolo sulla cupola del Pantheon di Parigi. Martin fu ancora presente, in veste di assistente, nella costruzione del Grande Telescopio dell'Osservatorio di Parigi da parte di Foucault.
Durante questo periodo, Martin lavorò separatamente per riuscire a modificare l'ambrotipia che era stata inventata da Frederick Scott Archer. Nella sua variante del collodio umido, egli applicò una vernice protettiva trasparente sia sul negativo che sul vetro e successivamente su una lastra di metallo, verniciata di nero. Quindi impiegò una vernice colorata sul negativo, la quale non solo protesse l'immagine ma la convertì in immagine positiva. Questa invenzione rispetto all'ambrotipo è conosciuta come ferrotipo (tintype, in versione anglosassone).
Il 18 aprile 1853, Martin presentò la sua scoperta all'Accademia francese delle scienze, fornendo anche le prove pratiche, compresa l'incisione su acciaio realizzata da una immagine fotografica. Egli non intendeva in realtà creare un diverso modo di fotografare ma migliorare il lavoro degli incisori, cioè quello degli artisti che avrebbero avuto così più facilità a ricopiare dagli originali. Il suo suggerimento infatti fu quello di eseguire anche una seconda immagine su vetro poiché la prima su lastra di metallo o stagno, acciaio o anche legno sarebbe andata distrutta dopo l'incisione.
Non ci volle molto tempo che lo stesso inventore riconoscesse i benefici della sua stessa invenzione. Mentre le lastre di vetro erano più fragili e meno trasportabili, quelle metalliche erano più leggere e meno delicate. Questi risultati vennero pubblicati sulla rivista La Lumiere e su quella della Accademia francese delle scienze. La popolarità della ferrotipia, in particolare per i ritratti, molto più convenienti ed economici, saranno oggetto di tanti fotografi ambulanti e saranno presenti sui campi di battaglia, primi reporter di guerra. Infatti, molti dei ritratti della guerra di secessione americana sono stati realizzati utilizzando questo procedimento.